# نيستوراس كوماتوس
نيستوراس كوماتوس (باليونانية: Νέστορας Κόμματος)‏ مواليد 4 مايو 1977 في لاريسا، هو لاعب كرة سلة يوناني. بدأ مسيرته الاحترافية في سنة 1996. يلعب في الدوري اليوناني لكرة السلة. يبلغ طوله 6 قدم 8 بوصة (2.0 م).

## المسيرة الاحترافية
لعب مع ماكدونيكوس في موسم 2000–2001، ثم لعب مع أريس في موسم 2003–2004، ثم لعب مع مكابي تل أبيب لكرة السلة في موسم 2004–2005، ثم لعب مع فورتيتودو بولونيا في الدوري الإيطالي في موسم 2005–2006، ثم لعب مع إشبيلية في الدوري الإسباني في سنة 2006، ثم لعب مع إيه إي كي في موسم 2006–2007، ثم لعب مع لوكوموتيف كوبان في الدوري الروسي في موسم 2007–2008.

## الإنجازات
- كأس اليونان لكرة السلة : (2004)

## روابط خارجية
- نيستوراس كوماتوس على موقع الدوري الأوروبي لكرة السلة (الإنجليزية)
- نيستوراس كوماتوس على موقع الدوري الإسباني لكرة السلة (الإسبانية)
- نيستوراس كوماتوس على موقع كرة السلة الأوروبية.كوم (الإنجليزية)
- نيستوراس كوماتوس على موقع DraftExpress.com (الإنجليزية)
- نيستوراس كوماتوس على موقع ريلجم (الإنجليزية)
- نيستوراس كوماتوس على موقع بروبوليرز (الإنجليزية)
- نيستوراس كوماتوس على موقع سبورتس رفرنس (الإنجليزية)